# Rock 'Til You Drop
Rock 'Til You Drop — двадцятий студійний альбом британського рок-гурту Status Quo, який був випущений 24 вересня 1991 року.

## Список композицій
1. Like a Zombie - 5:03
2. All We Really Wanna Do - 3:47
3. Fakin' the Blues - 4:29
4. One Man Band - 4:31
5. Rock 'til You Drop - 3:21
6. Can't Give You More - 4:27
7. Warning Shot - 3:58
8. Let's Work Together - 3:41
9. Bring It On Home - 3:10
10. No Problems - 4:51
11. Good Sign - 4:15 *
12. Tommy - 3:50 *
13. Nothing Comes Easy - 5:46 *
14. Fame or Money - 4:06 *
15. The Price of Love - 3:39 *
16. Forty Five Hundred Times - 12:56

- * Немає на LP-версії.

## Учасники запису
- Френсіс Россі - вокал, гітара
- Рік Парфітт - вокал, гітара
- Джон Едвардс - бас-гітара
- Джефф Річ - ударні
- Енді Боун - клавішні